# Vesubia jugorum
Genre
Espèce
Synonymes
- Trabea jugorum Simon, 1881

Vesubia jugorum, unique représentant du genre Vesubia, est une espèce d'araignées aranéomorphes de la famille des Lycosidae.

## Distribution
Cette espèce  se rencontre en France en Provence-Alpes-Côte d'Azur dans les départements des Alpes-Maritimes et des Alpes-de-Haute-Provence et en Italie au Piémont dans la province de Coni.
Elle se rencontre au dessus de 2 300 m d'altitude dans les Alpes maritimes.

## Description
La carapace de la femelle syntype mesure 9,2 mm de long sur 6,7 mm et l'abdomen 12 mm de long sur 7 mm.
La carapace des femelles mesure de 7,00 à 9,00 mm de long sur de 5,50 à 7,00 mm.
La carapace du mâle décrit par Tongiorgi, 1969 en mesure 7,5 mm de long sur 5,6 mm.
Le mâle décrit par Piacentini, Marusik et Isaia en 2024 mesure 11,70 mm et la femelle 14,76 mm.
Les mâles mesurent de 15 à 18 mm et les femelles de 15 à 18 mm.

## Systématique et taxinomie
Cette espèce a été décrite sous le protonyme Trabea jugorum par Simon en 1881. Elle est placée dans le genre Lycosa par Simon en 1898 puis dans le genre Vesubia  par Simon en 1909.
Ce genre a été décrit par Simon en 1909 dans les Lycosidae.

## Publications originales
- Simon, 1881 : « Arachnides nouveaux ou rares de la faune française. » Bulletin de la Société Zoologique de France, vol. 6, p. 82-91 (texte intégral).
- Simon, 1909 : « Arachnides recueillis par L. Fea sur la côte occidentale d'Afrique. 2e partie. » Annali del Museo Civico di Storia Naturale di Genova, vol. 44, p. 335-449 (texte intégral).